# Lariofiere
Lariofiere è il polo fieristico di Erba e del triangolo lariano, di proprietà della Camera di commercio di Como e Lecco e del comune di Erba. 

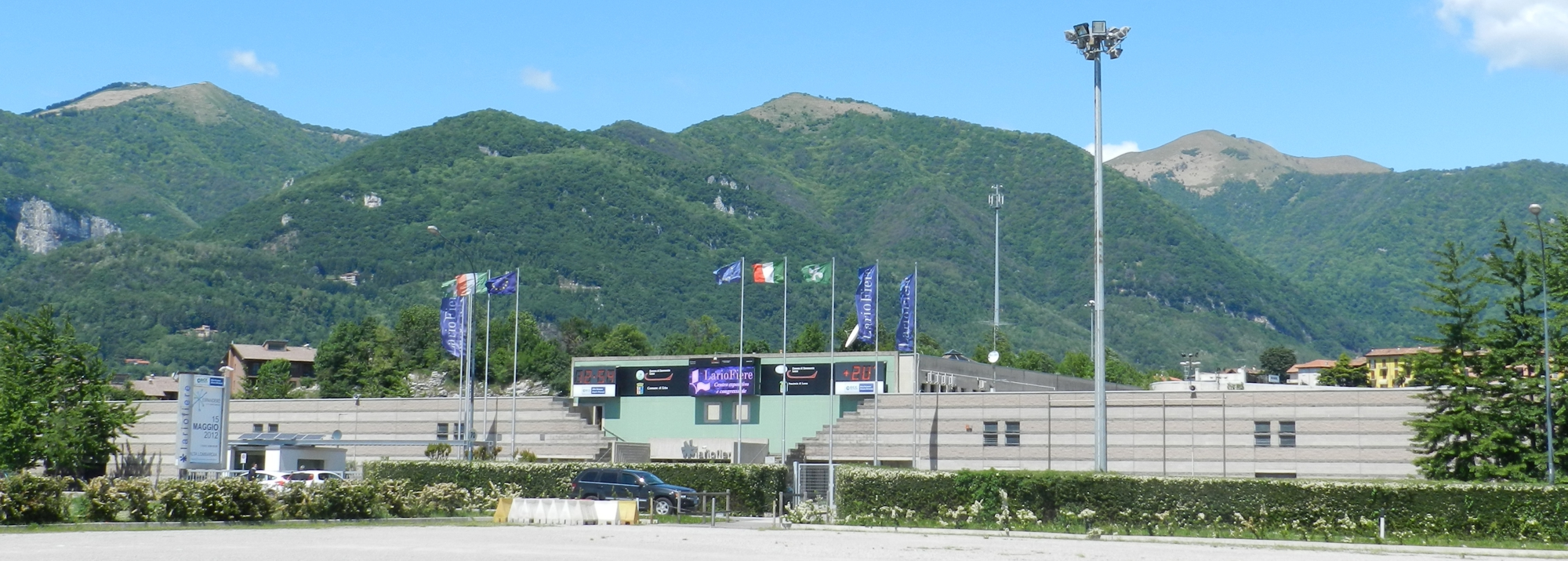
Lariofiere, centro espositivo e congressuale, vista frontale

## Storia
Il quartiere fieristico di Erba, nato come Elmepe  (Ente Lariano Manifestazioni Economiche Provinciali Erba) grazie alle volontà di Pietro Baragiola e di Bassano Porro, viene inaugurato il 5 settembre 1973. Mentre in Municipio si tiene la cerimonia ufficiale e un convegno internazionale a cui partecipano 12 nazioni, nei padiglioni si svolge la terza edizione della MIC (Mostra internazionale di coniglicoltura), prima ospitata nei capannoni provvisori costruiti dalla Camera di commercio di Como e dal Comune di Erba nel parco di Villa Majnoni. Nello stesso anno, l'Elmepe inaugura anche la mostra bovina, organizzata in collaborazione con l'Associazione Provinciale Allevatori, e la mostra ornitologica.
Il 28 settembre 1974 nasce la Mostra Mercato dell'Artigianato della Provincia di Como, che rappresenta una delle manifestazioni più visitate del calendario fieristico erbese e che, ai suoi albori, favorisce la fondazione dei consorzi artigiani “Cabiate Produce” e “Forbiciai e coltellinai” di Canzo.
Il 17 gennaio 1985 i capannoni dell'Elmepe crollano sotto il peso di un'abbondante nevicata: l'intero quartiere fieristico viene distrutto, ad eccezione del Padiglione C, realizzato l'anno prima in cemento armato. Il nuovo progetto, curato dagli architetti Ferdinando Pulella e Enrico Nava, vede la luce il 25 ottobre 1986. Nello stesso anno, l'Elmepe diventa Ente Fieristico grazie ad una legge regionale che ne riconosce ufficialmente lo status.
Nel 1997, il polo fieristico erbese abbandona il vecchio nome “Elmepe” e viene ribattezzato “Lariofiere”: tre anni dopo, una modifica dello Statuto datata 11 dicembre 2000 permette l'ingresso della Camera di Commercio di Lecco nella compagine societaria, così come delle Amministrazioni Provinciali di Como e di Lecco.

## Il polo fieristico
Il polo fieristico Lariofiere, con i suoi 14.500 m² di superficie espositiva, suddivisa in tre distinti padiglioni, si trova a 15 chilometri da Como e Lecco e a 40 chilometri da Milano. Per raggiungerlo in auto è necessario imboccare la superstrada Milano-Lecco o l'autostrada A9 Milano-Como, mentre il collegamento ferroviario è garantito dalle Ferrovie Nord Milano. L'area totale occupa una superficie di 52 019 m2, di cui 14500 m2 coperti. 
I tre padiglioni principali sono chiamati Manzoni, Volta e padiglione C.
Oltre ai padiglioni sono presenti anche diverse sale meeting. La sala principale occupa 330 m² e ha una capienza massima di 300 persone.
Lariofiere è stato il primo polo fieristico in Italia a conseguire la certificazione di qualità ISO 9000

## Manifestazioni fieristiche
A Lariofiere vengono organizzate ogni anno più di trenta incontri e manifestazioni, con un flusso di visitatori di più di 100.000 persone.

## Calendario manifestazioni fieristiche (per anno di edizione)

### 1973
- Mostra bovina
- Mostra internazionale di coniglicoltura
- Mostra ornitologica

### 1974
- Mostra internazionale di coniglicoltura
- Mostra ornitologica
- Biennale naif

### 1975
- Mostra internazionale di coniglicoltura
- Mercato del coniglio riproduttore Erba
- Mostra dei pittori per hobby
- Mostra ornitologica
- Biennale naif

### 1976
- Mostra auto da corsa
- Mostra internazionale di coniglicoltura
- Mercato del coniglio riproduttore Erba
- Mostra ornitologica
- Biennale naif
- R.A.L. Rassegna dell'alimentazione lariana
- Incontro con l'arte di oggi e di domani

### 1977
- Mostra internazionale di coniglicoltura
- Mercato del coniglio riproduttore Erba
- Mostra ornitologica
- R.A.L. Rassegna dell'alimentazione lariana
- Incontro con l'arte di oggi e di domani
- Larioterra

### 1978
- Mostra del colombo
- Mostra del modellismo
- Mostra mineralogica
- Mostra internazionale di coniglicoltura
- Mercato del coniglio riproduttore Erba
- Mostra ornitologica
- Incontro con l'arte di oggi e di domani
- Larioterra

### 1979
- Mostra internazionale di coniglicoltura
- Mercato del coniglio riproduttore Erba
- Mostra ornitologica
- Larioterra

### 1980
- Mostra Internazionale di coniglicoltura
- Mercato del Coniglio riproduttore Erba
- Mostra Ornitologica
- Mostra del Tappeto e del Tessile per l'arredo

### 1981
- Formula Oro
- Mostra Internazionale di coniglicoltura
- Mercato del Coniglio riproduttore Erba
- Mostra Ornitologica
- Mostra del Tappeto e del Tessile per l'arredo

### 1982
- Mostra Farmaceutica
- Mostra Internazionale di coniglicoltura
- Mercato del Coniglio riproduttore Erba
- Mostra Ornitologica

### 1983
- Antiqua
- Mostra Internazionale di coniglicoltura
- Mercato del Coniglio riproduttore Erba
- Mostra Ornitologica

### 1984
- Usato alla ribalta
- Mostra Internazionale di coniglicoltura
- Mercato del Coniglio riproduttore Erba
- Mostra Ornitologica

### 1985
- Break Time
- Epocauto
- Mostra Internazionale di coniglicoltura
- Mercato del Coniglio riproduttore Erba
- Mostra Ornitologica

### 1986
- Break Time
- Mostra Internazionale di coniglicoltura
- Mercato del Coniglio riproduttore Erba
- Mostra Ornitologica

### 1987
- Mostra Internazionale di coniglicoltura
- Mercato del Coniglio riproduttore Erba
- Mostra Ornitologica

### 1988
- Mostra Internazionale di coniglicoltura
- Mercato del Coniglio riproduttore Erba
- Mostra Ornitologica

### 1989
- Mostra Internazionale di coniglicoltura
- Mercato del Coniglio riproduttore Erba
- Mostra Ornitologica

### 1990
- Mostra Ornitologica
- Mercato del Coniglio riproduttore Erba

### 1991
- Mostra Ornitologica
- Mercato del Coniglio riproduttore Erba

### 1992
- Cucciolo mio
- Mostra dell'Orologio moderno
- Mostra di Pittura Lombardia Europa
- Uomini Piante Cose
- Mostra Ornitologica
- Mercato del Coniglio riproduttore Erba

### 1993
- Animali amici
- Sport e Sport - Vivere la montagna
- Mostra Ornitologica
- Mercato del Coniglio riproduttore Erba
- Caravanning Aria Aperta
- Verde rosa e la Città

### 1994
- Animali amici
- Pittura a Confronto
- Mostra Ornitologica
- Mercato del Coniglio riproduttore Erba
- Caravanning Aria Aperta
- Verde rosa e la Città
- Fiera del Nord Lombardia

### 1995
- Animali amici
- Svitalia
- Mostra Ornitologica
- Mercato del Coniglio riproduttore Erba
- Fiera del Nord Lombardia
- Playtime

### 1996
- Vivambiente
- Biblos & Multimedia
- Mostra Ornitologica
- Mercato del Coniglio riproduttore Erba
- Fiera del Nord Lombardia
- Playtime
- In Cucina

### 1997
- Immobile Casa
- Musicarte
- Mostra Ornitologica
- Mercato del Coniglio riproduttore Erba
- Fiera del Nord Lombardia
- Playtime
- In Cucina
- Superbike
- Pubblicam

### 1998
- La Luce e altre cose
- Vivere il verde
- Mostra Ornitologica
- Mercato del Coniglio riproduttore Erba
- Playtime
- Superbike
- Pubblicam

### 1999
- Mostra Ornitologica
- Mercato del Coniglio riproduttore Erba
- Superbike

### 2000
- Euroski
- Mostra Ornitologica
- Mercato del Coniglio riproduttore Erba

### 2001
- Tecnologistica
- Freetime Show
- Mercato del Coniglio riproduttore Erba

### 2002
- Mercato del Coniglio riproduttore Erba

### 2003
- Giocolario

### 2011
- Fornitore Offresi
- Agrinatura
- RistorExpo
- Brianza Motor Show
- Erba Elettronica
- Commercianti per un Giorno
- M.E.C.I (Mostra Edilizia Civile Industriale)
- TTTourism (Tourism Think Tank)
- Mostra Artigianato
- Agrinatura
- Young Orienta il tuo futuro

### 2012
- Fornitore Offresi
- Agrinatura
- RistorExpo
- Brianza Motor Show
- Erba Elettronica
- Commercianti per un Giorno
- M.E.C.I (Mostra Edilizia Civile Industriale)
- TTTourism (Tourism Think Tank)
- Mostra Artigianato
- Agrinatura
- Young Orienta il tuo futuro

### 2013
- Fornitore Offresi
- Agrinatura
- RistorExpo
- Brianza Motor Show
- Erba Elettronica
- Commercianti per un Giorno
- M.E.C.I (Mostra Edilizia Civile Industriale)
- TTTourism (Tourism Think Tank)
- Mostra Artigianato
- Agrinatura
- Young Orienta il tuo futuro

### 2014
- Viva gli Sposi (16-19/01/2014)
- Fornitore Offresi (6-7/02/2014)
- RistorExpo (16-19/02/2014)
- M.E.C.I (Mostra Edilizia Civile Industriale) (15-17/03/2014)
- Commercianti per un Giorno (23/03/2014)
- Brianza Motor Show (4-6/04/2014)
- Erba Elettronica (12-13/04/2014)
- Agrinatura (25-27/04/2014)
- TTTourism (Tourism Think Tank) (30/09 - 01/10/2014)
- Mostra Artigianato (25/10 - 02/11/2014)
- Erba Elettronica (8-9/11/2014)
- Percorsi d'Acqua (14-16/11/2014)
- Commercianti per un Giorno (23/11/2014)
- Young Orienta il tuo futuro (27-29/11/2014)
- Esposizione Canina (13-14/12/2014)

### 2015
- Fornitore Offresi
- Agrinatura
- RistorExpo
- Brianza Motor Show
- Erba Elettronica
- Commercianti per un Giorno
- M.E.C.I (Mostra Edilizia Civile Industriale)
- TTTourism (Tourism Think Tank)
- Mostra Artigianato
- Agrinatura
- Young Orienta il tuo futuro

### 2016
- Fornitore Offresi
- Agrinatura
- RistorExpo
- Brianza Motor Show
- Erba Elettronica
- Commercianti per un Giorno
- M.E.C.I (Mostra Edilizia Civile Industriale)
- TTTourism (Tourism Think Tank)
- Mostra Artigianato
- Agrinatura
- Young Orienta il tuo futuro